# Весела Страшимирова
Весела Страшимирова Танева, известна като Весела Страшимирова е българска писателка и поетеса, определяна като първата българска поетеса-маринистка.

## Биография
Весела Страшимирова е родена на 20 юли 1902 година в Анхиало. Баща ѝ Страшимир Георгиев от Разград е кмет на Анхиало през 1912 – 1913 и 1922 – 1927 година. Майка ѝ, Таня Борилкова от Малко Търново, е акушерка. През 1920 година Страшимирова завършва гимназия в Бургас, а през 1926 година – славянска филология в Софийския университет „Св. Климент Охридски“. В периода от 1930 до 1935 година е гимназиална учителка в Поморие, а от 1935 до 1958 година – в София.
Поетичния си дебют Страшимирова прави през 1919 година в русенското списания „Ученическа мисъл“. Нейни стихове и разкази са публикувани във вестниците „Литературен глас“, „Мисъл“, „Женски глас“, „Вестник на жената“ на Клуба на българските писателки, „Учителско дело“, „Вечерни новини“, на списания „Нива“, „Завет“, „Българска реч“, „Листопад“, „Флаг“, „Бургаска поща“ и други. Първата ѝ книга „Целувка на вълните“, публикувана през 1934 година, привлича вниманието на литературната критика в България и печели престижни награди.
Писала е и разкази за борци-антифашисти, документални изследвания за преображенските войводи Георги Кондолов и капитан Стамат Икономов. През 2003 година Тракийският научен институт издава сборника „Преображенските войводи“ с разказите и стиховете за Кондолов и Икономов.
Умира на 8 март 1995 година в София.
През януари 2014 година Общинският съвет на Поморие взема решението да кръсти на името на Весела Страшимирова един от градските площади, който се намира в района на старата ѝ фамилна къща, където е поставена нейна паметна плоча. На фасадата на дома ѝ в София на бул. „Евлоги и Христо Георгиеви“ № 97 също е поставена паметна плоча.